# گمینا واژسکا
گمینا واژسکا (به لهستانی:  Gmina Łaziska) یک گمینا در لهستان است که در شهرستان اوپوله لوبلسکیه واقع شده‌است. گمینا واژسکا ۱۰۹٫۳۲ کیلومتر مربع مساحت و ۴٬۹۹۶ نفر جمعیت دارد.